# يوران هغلوند

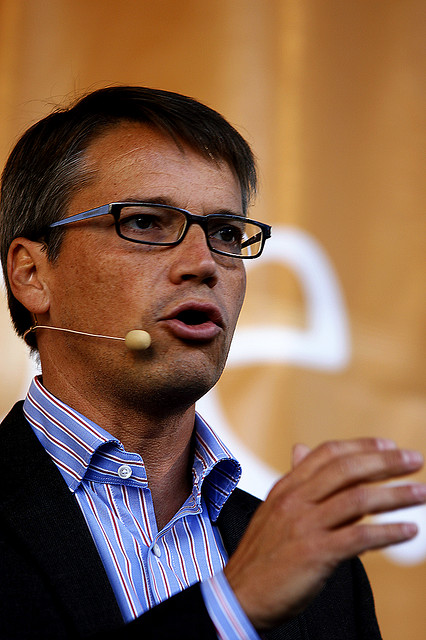
يوران هغلوند زعيم الحزب الديمقراطي المسيحي.

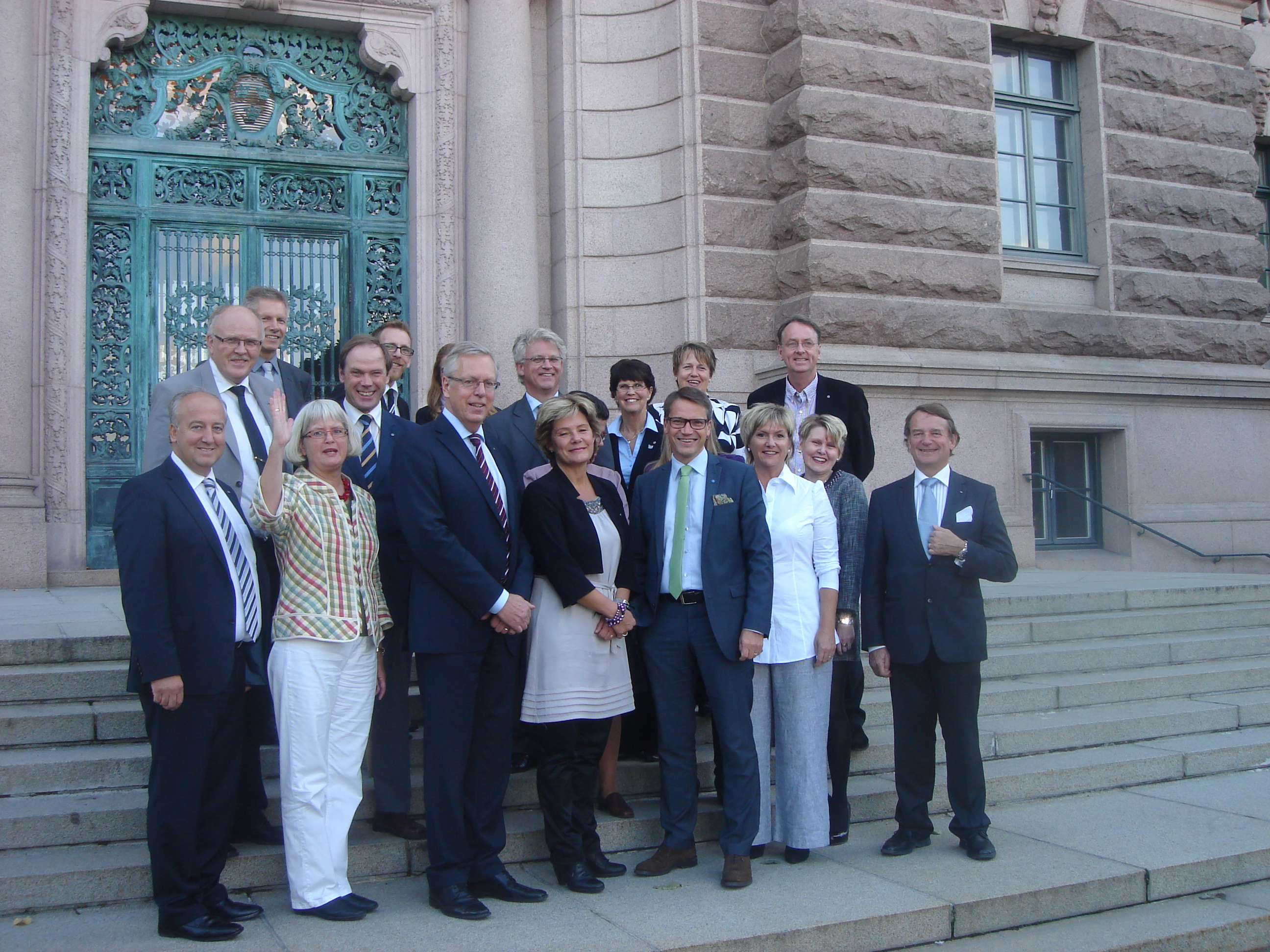
صورة جماعية لاعضاء البرلمان التابعين الحزب الديمقراطي المسيحي في السويد في تشرين الأول - أكتوبر من سنة 2010 عند البرلمان السويدي.

بو يوران هغلوند (بالسويدية Bo Göran Hägglund) وهو سياسي سويدي وزعيم الحزب الديمقراطي المسيحي في السويد (بالسويدية Kristdemokraterna) منذ سنة 2004. ولد يوران هغلوند في 27 كانون الثاني - يناير من سنة 1959 في بلدة ديغافوش في محافظة أوربرو.شغل هغلوند عدة مناصب خلال مسيرته السياسية فقد شغل منصب زعيم مجموعة الحزب الديمقراطي المسيحي في البرلمان السويدي (riksdagen) ما بين عامي 1991 - 2002. وشغل كذلك عضوا في لجنة الصناعة والتجارة في البرمان ما بين عامي 1991 - 2002. كما شغل هغلوند أيضا رئيسا للجنة الإسكان في البرلمان ما بين عامي 2002 - 2004. كما يشغل يوران هغلوند منصب وزير الصحة والشؤون الاجتماعية منذ عام 2006 م والسيد يوران هغلوند متزوج وهو أب لولدين هما انتون وفيليكس.